# Richard Bradley (botànic)
Richard Bradley FRS (1688 – 5 de novembre de 1732) va ser un naturalista anglès especialitzat en botànica. Va publicar nombroses obres sobre ecologia, horticultura i història natural.

## Biografia
Poc se sap sobre la infantesa de Bradley. Bradley no va tenir educació universitària. La seva publicació primera, va ser sobre les plantes suculentes, Treatise of Succulent Plants
El 1714, Bradley visità els Països Baixos i s'interessà per l'horticultura. Bradley va ser el primer professor de botànica de la Universitat de Cambridge el 1724.